# Joshua Crumbly

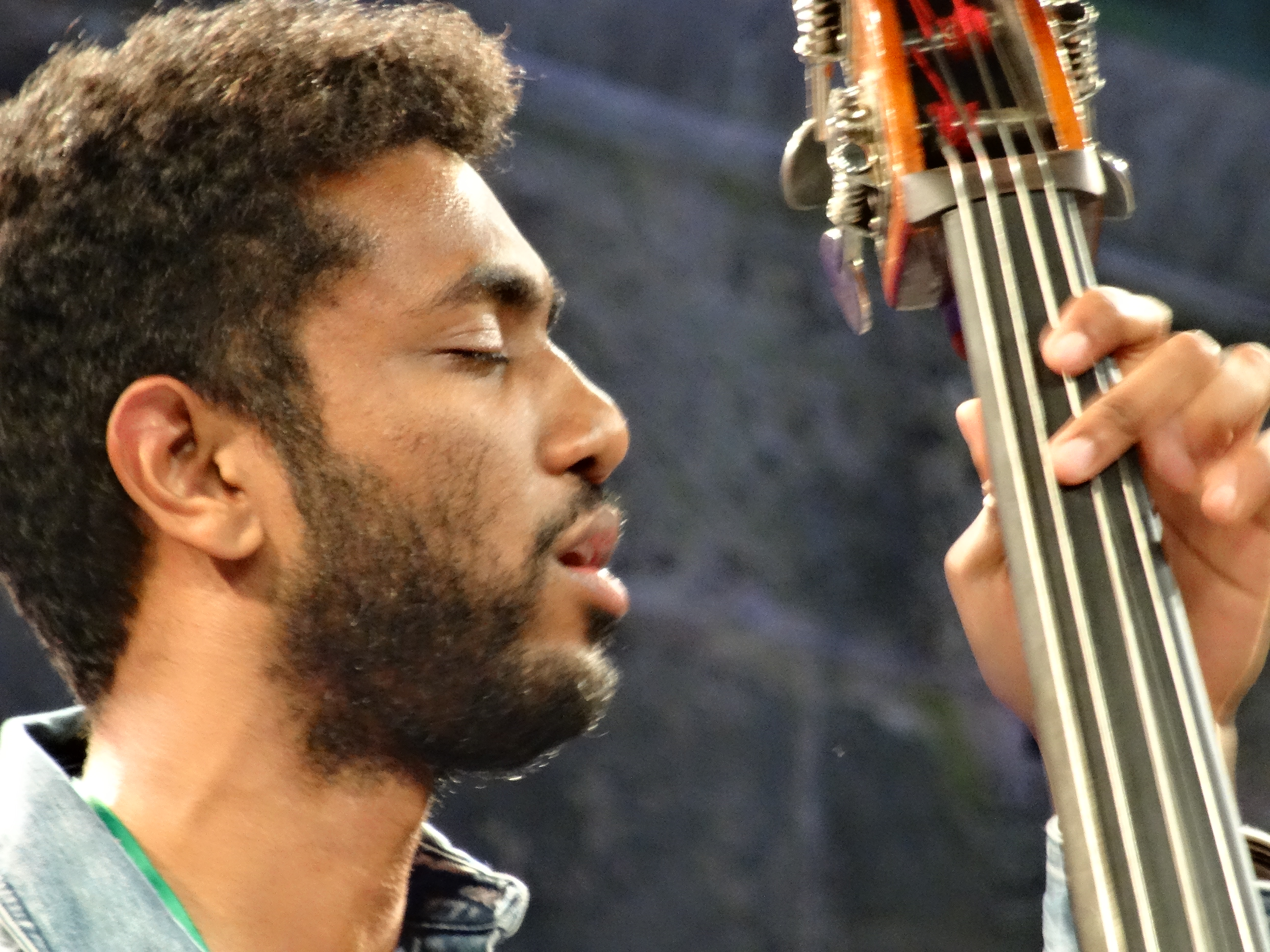
Joshua Crumbly (2017)

Joshua Crumbly (* 15. Oktober 1991 in Westlake Village, Kalifornien) ist ein US-amerikanischer Musiker (Kontrabass, E-Bass, auch Komposition) des Modern Jazz.

## Leben und Wirken
Crumbly begann im Alter von drei Jahren mit dem Klavierspiel; mit fünf Jahren erhielt er eine klassische Klavierausbildung. Er hatte Unterricht bei Dathan Dedman in Palmdale, Kalifornien. Erste Auftritte hatte er bei Klavierabenden. Mit neun Jahren begann er E-Bass zu spielen und trat mit Musikern in Palmdale auf. Unterricht hatte er in dieser Zeit bei Todd Johnson, Reggie Hamilton und Victor Bailey. Gegen Ende der Highschoolzeit begann er zusätzlich Kontrabass zu spielen. Durch die Empfehlung von Reggie Hamilton bekam er Unterricht bei Al McKibbon. Ab 2009 besuchte er die Juilliard School in New York City.
Während seines ersten Studienjahres bekam er die Möglichkeit, im Terence Blanchard Quintet zu spielen. Zu hören ist er auf dessen Blue-Note-Album Magnetic von 2013. In diesem Jahr schloss er die Juilliard School mit einem Bachelor of Music ab. Er arbeitete ab den frühen 2010er-Jahren außerdem mit Lauren Desberg, Christian Scott, Braxton Cook, Laurent Coq, Stefon Harris, (Sonic Creed, 2018), Leon Katrins, Kamasi Washington, Lizz Wright, Ravi Coltrane und Anthony Wilson; ferner spielte er 2018/19 in den Bands von Charles Blenzig und Jimmy Macbride. Im Bereich des Jazz war er laut Tom Lord zwischen 2012 und 2018 an sechs Aufnahmesessions beteiligt.